# The Children's Parade (Шепот от отвъдното)
The Children's Parade е 107-ият епизод и 22-ри в сезона на Шепот от отвъдното, както и финал на сезона и сериала. Излъчи се в САЩ на 21 май 2010 г. 
 Това е последният излъченнов епизод, заради спирането на сериала на 18 май 2010 г. Последният излъчен епизод на сериала е Living Nightmare, седмица по-късно.

## Сюжет
В началото на епизода се вижда, че болницата е обитавана от духове. В същото време, в къшата на Мелинда и Джим, те се събуждат от гласа на Ейдън. Отиват да проверят, опасявайки се, че говори с дух, но се оказва, че просто си играе. Мелинда и Джим не са сигурни дали отричането на духовете е за доброто на Ейдън. Докато говорят, Сенките ги преследват и влизат в стаята им.
На сутринта, на път към детска градина, Ейдън се оплаква, че е изгубил своя играчка. Джим споменава за проблем с водопровода и Мелинда се ядосва за това, че той приема това като нейна работа. В следващата сцена виждаме Мелинда в офиса на Дилия. Тя пита Мелинда за магазина, а тя отговаря, че го мрази и че ако можеше, никога не би отишла там отново. И изведнъж се усмихва и казва, че всичко е наред.
В болницата Джим и Мелинда говорят за духовете там, когато Мелинда вижда малко момче, което се опитва да си вземе напитка от автомат, но няма пари. Мелинда му купува една и му я подава, тогава осъзнава, че момчето всъщност е дух. По-късно тя признава на Илай, че вече не разпознава живите от мъртвите. Същевременно, водопроводчикът идва в къщата.
Мелинда вижда Карл Наблюдателя докато е с Ейдън и затова не му отговаря. По-късно Илай обяснява на Карл защо Мелинда не му говори, тогава той осъзнава, че е бил под влиянието на Сенките и че това, което е казал на Мелинда, е наистина опасно. Сенките превземат Илай и го карат да прати съобщение на Мелинда, че Карл е обладан от Сенките. В същото време Карл се появява до нея и се опитва да я убеди, че преди е бил обладан и че прави грешка. Мелинда се ядосва и започва да му крещи на средата на площада.
В болницата Мелинда отново бърка един жив с мъртвец. Тя отива да види момчето и то ѝ казва, че ако родителите му дойдат, той ще премине. Мелинда говори с бащата на момчето, но разбира, че той не е биологичният баща. По-късно Джим казва на Мелинда, че Пийт(момчето) е умрял в болницата, когато е бил на 13 и че е изпратен в сиропиталище.
На следващия ден Мелинда отива в сиропиталището и разбира, че Пийт е бил осиновяван много пъти и последния път се е разболял. Майка му го е дала в деня, в който го е родила. Мелинда по-късно намира Пийт и децата, които той е събрал и е техен водач. Той ѝ казва, че мъртвите са по-важни от живите и че учи децата да не ги е страх от Сенките.
Карл отива в къщата на Илай и там откриват нов надпис „Тъмнината ще дойде и ще ги погълне всичките. Освен ако семейството на светлината не превърне нощта в ден“. В следващата сцена Мелинда разбира, че водопроводчикът е дух. Той ѝ помага да намери играчката на Ейдън и оправя водопровода. През нощта, докато Ейдън говори с Касиди, Карл идва и разбира, че Блестящите всъщност са духове на преминали в Отвъдното деца.
На следващия ден Джим се обажда на Мелинда с информация за Пийт. Майка му е умряла при раждането и затова той е станал сирак. Тя е казала на лекарите, че ако нещо се случи, да спасят живота на бебето. Мелинда слуша историята с очевиден неприязън и затваря без никаква реакция, защото Дилия чука на вратата на магазина. Мелинда идва до вратата с празен поглед, казва „Мелинда я няма“ и затваря щорите, отдавайки се на Сенките. През нощта Карл убеждава Ейдън да спаси Мелинда и разкрива мисията му като водач на Блестящите. В същото време Дилия, Нед и Илай идват да предупредят Джим, че нещо не е наред с Мелинда. Заедно с Ейдън те отиват пред магазина. Ейдън предлага на Сенките да оставят майка му, но те отказват, така че той извиква Касиди, а след нея – всички Блестящи. Заедно те осветяват целия град и превръщат нощта в ден, унищожавайки сенките. Мелинда пада на земята и всички се затичват към нея. Тя търси Ейдън с поглед и го прегръща, казвайки му, че е нейният герой.
По-късно през нощта Джим и Мелинда слагат Ейдън да спи. Джим признава, че никога не е трябвало да отрича дарбата им. Мелинда обяснява на Ейдън как дарбата им е наречена „дарба“ не безпричинно. След това Мелинда става и казва на Ейдън, че наистина е бил нейният герой. Той ѝ отвръща с „Точно както ти си, мамо. Всеки ден!“. Мелинда се усмихва с насълзени очи и историята ѝ – вървяща към своя край.

## Актьори

### Главни
- Дженифър Лав Хюит като Мелинда Гордън
- Дейвид Конрад като Джим Кланси
- Камрин Манхайм като Дилия Банкс
- Джейми Кенеди като Илай Джеймс
- Кристоф Сандърс като Нед Банкс
- Конър Гибс като Ейдън Лукас

### Гост звезди
- Били Ънгър като Пийт
- Джордж Уенд като Джордж, водопроводчика

### Завръщащи се звезди
- Джоуи Кинг като Касиди

## Продукция
- Епизодът е заснет по времето, когато се е излъчил стотния – през март 2010 г.
- На 18 май 2010 г. CBS обявиха, че „Шепот от отвъдното“ няма да се завърне за своя шести сезон.
- Преди спирането на сериала, рекламата обявяваше епизода като „финал за сезона“. След спирането рекламата остана същата, заради тогавашния шанс сериалът да бъде купен от ABC.
- Джон Грей – създателят на сериала, е написал и режисирал епизода. Това е неговата втора режисура и трети написан епизод в сезона, защото Дженифър Лав Хюит режисира по неговият сценарий на Implosion – стотният епизод.

## Отзиви
Изабел Кароу коментира епизода като изненадващ, заради „щастливият край и без големи незавършени истории“, въпреки че все още има неразрешени случаи и истории, например Президент Бедфорд. Тя също коментира бързата победа над Сенките, без да се въплъти обещаната екшън сцена, обещана от рекламата и репликата „Мелинда я няма“.

### Рейтинги и зрители
Епизодът е гледан от 6.85 милиона зрители, рейтинг от 1.6/7(18-49) и шеър 9. Това е един от най-ниските рейтинги на сериала, продължавайки тендацията от няколко епизода преди това, да получават по-малко от 7 милиона зрители. Въпреки това, епизодът беше най-гледаната програма за целия ден и също имаше повишение с около 400 000 зрители от предишния епизод и е най-гледаният епизод от 5 епизода насам. В сравнение с първия епизод, последният е гледан от 4.40 милиона зрители по-малко.